# 대저 토마토
대저 토마토는 대한민국 부산광역시 강서구 대저동에서 자라나는 토마토이다. 짭짤이 토마토라고도 불린다. 이 토마토가 자라는 대저동은 낙동강하류지역으로 낙동강 삼각주 옆에 위치해 있어 토양에 염류와 유기물이 많아 품질 좋은 토마토가 많이 자란다.

## 역사
대저 토마토의 산지인 대저동은 1978년 부산에 편입되기 전까지 경상남도 김해군 대저면에 속하였는데, 이 지역은 낙동강 하류에 위치하여 강물과 바닷물이 만나 이루어진 비옥한 퇴적층을 가지고 있는 것은 물론, 연교차가 적다는 기후적 장점으로 인해 일제강점기 때부터 개간사업 및 상업적 농업활동이 활발하였다. 더욱이 이 지역은 토마토의 성숙기인 2~5월 사이에 일조량이 풍부하여 토마토가 단단하고 당도 또한 높게 생산되었다. 이러한 이점을 살려 대저면에서는 1950년대부터 본격적으로 토마토 재배가 시작되었고, 2008년에는 부산광역시 강서구에서 우수 농산물로 선정되기도 하였다. 2012년에는 국립농산물 품질관리원의 지리적 표시(Geographical Indication)제에 제86호로 등록되면서 대저동에서 생산된 토마토만이 ‘대저 토마토라는 상표를 사용할 수 있게 되었다. 대저동에서는 2000년부터 매년 4월마다 대저농업협동조합에서 주관하고 대저토마토축제위원회에서 주최하는 ‘대저 토마토 축제’가 열린다. 이 외에도 부산 도시철도 차량에서는 이 대저토마토를 적극적으로 홍보하기 위해 1~4호선중 일부차량에 대저토마토 테마열차를 운영한다.

## 재배정보
대저 토마토는 9월 초에 파종하여 10월에 옮겨 심은 뒤 이듬해 2월 중순부터 수확을 진행한다. 주로 3, 4, 5월에 수확한다. 퇴적층으로 이루어진 이 지역의 토양에는 미네랄이 풍부한 것은 물론, 염분이 많아 토마토의 수분 흡수량이 적다. 겨울철에 생장하여 크기가 작고 과육이 단단하면서도 짭짤한 맛의 대저 토마토가 만들어진다.
둥근 모양에 꼭지가 꽃 모양이고, 꼭지에서부터 밑으로 퍼지는 초록색의 선이 특징적이다. 크기는 방울토마토보다 조금 큰 정도에서부터 오렌지보다 약간 작은 크기까지 다양한데, 개당 80~100g 정도로 일반 토마토보다 작은 크기의 대저 토마토가 가장 맛이 좋다. 
보통의 토마토가 빨간색의 완숙 상태에서 섭취하는 것에 비해 대저 토마토는 단단한 과육이 특징이므로 초록색과 빨간색을 함께 띠고 있는, 반 정도만 숙성된 상태의 것을 고르는 게 좋다. 연간 1만 2000톤(t)씩 생산되고 있으며, 이중 부산의 생산량이 대부분을 차지한다. 제철은 3~5월로 일반 토마토보다 생과일로 먹었을 때의 맛이 좋아 스튜, 소스, 수프 등으로 활용하기보다 주스, 과일 샐러드 등에 첨가하여 먹는 것이 일반적이다.